# Хотоку
Хотоку (宝徳) је јапанска ера (ненко) која је настала после Бунан и пре Кјотоку ере. Временски је трајала од јула 1449. до јула 1452. године и припадала је Муромачи периоду. Владајући монарх био је цар Го Ханазоно.

## Важнији догађаји Хотоку ере
- 8. мај 1449. (Хотоку 1, шеснаести дан четвртог месеца): Шогун Јошинари[3] добија од цара мач на поклон чиме му је учињена велика част.[4]
- 1451. (Хотоку 3, седми месец ): Делегација са острва Рјукју (тада засебна краљевина) по први пут посећује град Кјото.[5]
- 1451. (Хотоку 3, осми месец ): Шогун Јошинори шаље писмо цару Кине.[5]

Ова ера је позната као период када се изузетно ценила вака поезија песника Шотецуа и Шинкеија.